# Hans Ilau
Hans Ilau (* 14. Oktober 1901 in Charlottenburg b. Berlin; † 4. Mai 1974) war ein deutscher Politiker (FDP) und ehemaliger Abgeordneter des Hessischen Landtags.

## Leben

### Ausbildung und Beruf
Hans Ilau studierte nach dem 1920 abgelegten Abitur Rechts- und Staatswissenschaften an der Universität Berlin und schloss das Studium 1924 mit der Promotion ab. Danach arbeitete er als wirtschaftspolitischer Referent der Vereinten Deutschen Maschinen-Anstalt Berlin, wissenschaftlicher Hilfsarbeiter im Reichswirtschaftsministerium und später als Volkswirt bei diversen Banken. Mit der Machtergreifung der Nationalsozialisten wurde er im Juli 1933 durch die Gestapo inhaftiert. 1933 bis 1943 war er Handelsredakteur der Frankfurter Zeitung. 1945 bis 1947 war er Geschäftsführer der IHK Frankfurt am Main. Danach arbeitete er als staatlich bestellter Verwalter der Rhein-Main-Bank, die er bis zur Wiederherstellung der Dresdner Bank leitete.

### Politik
Bis 1952 war er Vorsitzender des Wirtschaftspolitischen FDP-Bundesausschusses.
Vom 1. Dezember 1946 bis zum 30. November 1950 war er für die LDP Mitglied des Hessischen Landtags.